# Epamera silenus
Epamera silenus är en fjärilsart som beskrevs av Hawker-smith 1928. Epamera silenus ingår i släktet Epamera och familjen juvelvingar. Inga underarter finns listade i Catalogue of Life.